# I pagliacci (film 1943)
I pagliacci è un film del 1943 diretto da Giuseppe Fatigati basato sull'opera lirica di Ruggero Leoncavallo, con protagonista Alida Valli. Il film fu girato a Berlino e realizzato in due versioni, tedesca e italiana.

## Trama
La trama è costruita sulla narrazione del protagonista, che ha ucciso la moglie e ha finito di scontare la pena, in occasione delle nozze della figlia. A recepire la tragica vicenda è proprio il musicista Ruggero Leoncavallo.

## Distribuzione
Fu distribuito nel circuito cinematografico italiano il 23 gennaio del 1943.